# Hardy Krüger Jr.
Hardy Krüger Jr. (Lugano, 9 maggio 1968) è un attore tedesco, attivo principalmente in campo televisivo.
Figlio d'arte (suo padre era l'attore Hardy Krüger Sr.) e fratellastro dell'attrice Christiane Krüger, tra cinema e - soprattutto televisione, è apparso in una cinquantina di differenti produzioni, a partire dall'inizio degli anni novanta. Tra i suoi ruoli principali, figurano, tra l'altro, quelli nelle serie televisive I ragazzi del windsurf (Gegen den Wind), La casa del guardaboschi (Forsthaus Falkenau) e Toni Costa: un commissario a Ibiza (Toni Costa - Kommissar auf Ibiza)

## Biografia
Hardy Krüger Jr. nasce a Lugano, in Svizzera, il 9 maggio 1968. Figlio dell'attore e scrittore tedesco Hardy Krüger, mentre sua madre è la pittrice italiana Francesca Marrazzi, cresce in una fattoria in Tanzania. Tra il 1989 e il 1991 studia recitazione a Los Angeles con Lee Strasberg. Raggiunge la popolarità nel 1995, quando è tra i protagonisti della serie televisiva I ragazzi del windsurf (Gegen den Wind), dove, fino al 1999, interpreta il ruolo di Sven Westermann.
Nel 2001 è protagonista del film TV, diretto da Ulrich König, Appuntamento a Parigi (Frauen, die Prosecco trinken), dove interpreta il ruolo di Jonas Schmidt, e della miniserie televisiva italiana, diretta da Massimo Spano, L'uomo che piaceva alle donne - Bel Ami, dove interpreta il ruolo di Julius de Rooy. In seguito, nel 2002, è protagonista, al fianco di Frances Anderson, del film, diretto da Wolf Gremm, Nancy & Frank - A Manhattan Love Story, dove interpreta il ruolo di Frank Wagner, e nel 2004, è poi tra i protagonisti del film TV del ciclo "Inga Lindström" Sulla via del tramonto (Inga Lindström - Die Farm am Mälarsee), dove interpreta il ruolo di David Lillenberg
Nel 2006, riceve il Kind-Award per il suo impegno come ambasciatore dell'Unicef contro la prostituzione infantile. In seguito, dal 2007 al 2013, è protagonista, nel ruolo di Stefan Leitner, della serie televisiva La casa del guardaboschi (Forsthaus Falkenau). Tra il 2011 e il 2012, è quindi protagonista, nel ruolo del commissario Toni Costa, dei due film TV del ciclo Toni Costa: un commissario a Ibiza (Toni Costa - Kommissar auf Ibiza).

## Filmografia parziale

### Cinema
- Asterix & Obelix contro Cesare (Astérix & Obélix contre César), regia di Claude Zili (1999)
- ...und das ist erst der Anfang, regia di Pierre Franckh (2000)
- L'esecutore (Contaminated Man), regia di Anthony Hickox (2000)
- Nancy & Frank - A Manhattan Love Story, regia di Wolf Gremm (2002)
- Je reste!, regia di Diane Kurys (2003)

### Televisione
- Sylter Geschichten - serie TV, episodio 01x07 (1993)
- Liebe am Abgrund - film TV, regia di Georg Schiemann (1993)
- Der Showmaster - film TV, regia di Hartmut Griesmayr (1993)
- Nicht von schlechten Eltern - serie TV, 11 episodi (1994)
- Lutz & Hardy - serie TV, episodio 01x03 (1994)
- Sexy Lissy - film TV, regia di Peter Ily Huemer (1995)
- I ragazzi del windsurf (Gegen den Wind) - serie TV, 53 episodi (1995-1999)
- Guardia costiera - serie TV, episodio 01x04 (1997)
- Faber l'investigatore - serie TV, episodio 07x23 (1997)
- SK-Babies - serie TV, episodio 03x02 (1998)
- Ich wünsch Dir Liebe - film TV (1999)
- Michele Strogoff - Il corriere dello zar - film TV, regia di Fabrizio Costa (1999)
- Appuntamento a Parigi (Frauen, die Prosecco trinken) - film TV, regia di Ulrich König (2001)
- L'uomo che piaceva alle donne - Bel Ami - miniserie TV, regia di Massimo Spano (2001)
- Inga Lindström - Sulla via del tramonto (Inga Lindström - Die Farm am Mälarsee) - film TV (2004)
- Dream Hotel - serie TV, episodi 01x05-01x19 (2006-2013)
- La casa del guardaboschi (Forsthaus Falkenau) - serie TV, 101 episodi (2007-2013)
- La nave dei sogni - serie TV, episodi 01x29-01x78 (1997-2017)
- Lilly Schönauer - serie TV, episodio 01x08 (2009)
- Toni Costa - Un commissario a Ibiza: pioggia rossa - film TV (2011)
- La ragazza della giungla - film TV (2011)
- Toni Costa: un commissario a Ibiza - Il delitto è servito - film TV (2012)
- Inga Lindström - Vier Frauen und die Liebe - film TV (2012)
- Hamburg Distretto 21 - serie TV, 11 episodi (2015-2018)